# Geografia Belize

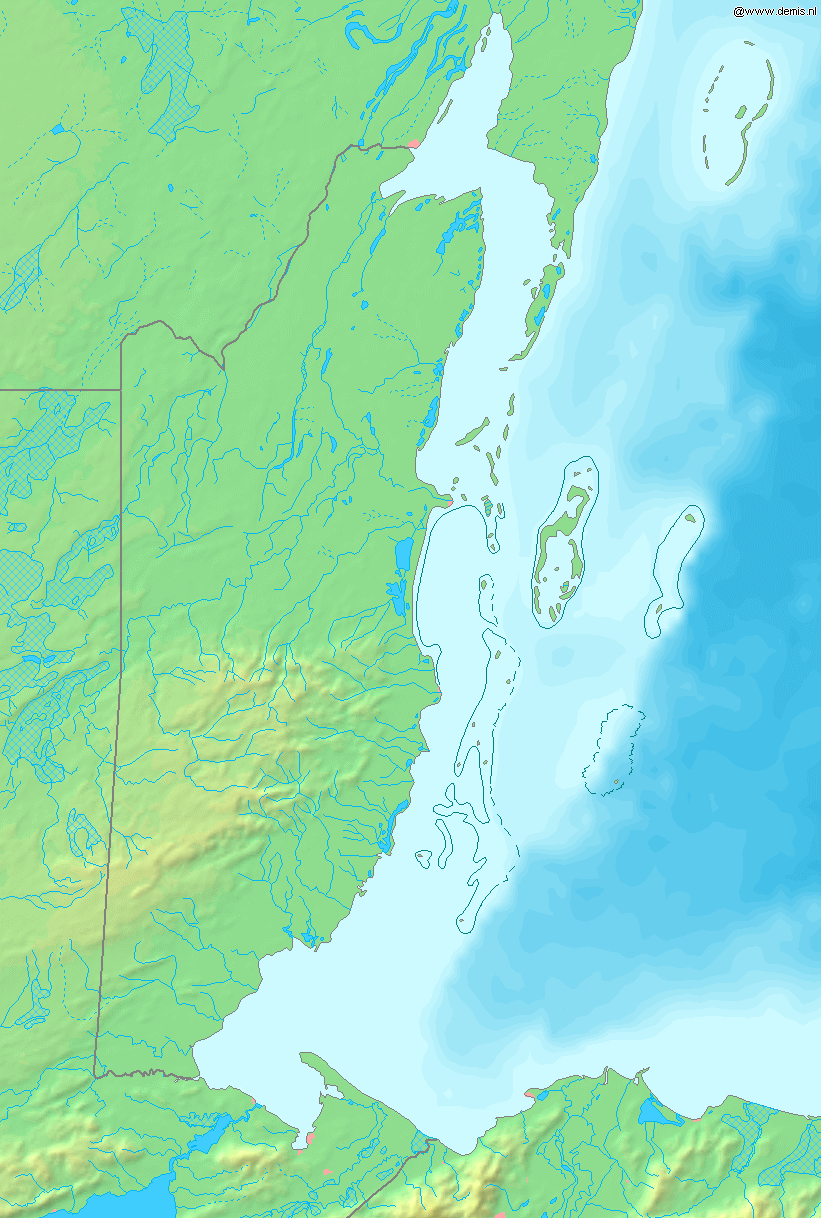
Mapa fizyczna Belize

Belize  jest niewielkim państwem leżącym w Ameryce Środkowej, w południowo-wschodniej części półwyspu Jukatan, nad Morzem Karaibskim. Ten w większości nizinny kraj, cechujący się wilgotnym gorącym klimatem był od XVI w. kontrolowany przez angielskich piratów, a w 1763 roku nastąpiło uznanie przez Hiszpanię praw Wielkiej Brytanii do tego regionu. Belize jest tropikalnym regionem Ameryki Północnej, gdzie przyroda jest dobrze zachowana.

## Powierzchnia, skrajne punkty i granice
Powierzchnia – 22 965 km²
Skrajne punkty:
- północny 18°29'N,
- południowy  15°54'N,
- zachodni 89°15'W,
- wschodni 87°50'W.

Rozciągłość południkowa wynosi 290 km, a równoleżnikowa 190 km (wraz z wyspami).
Belize graniczy z następującymi państwami:

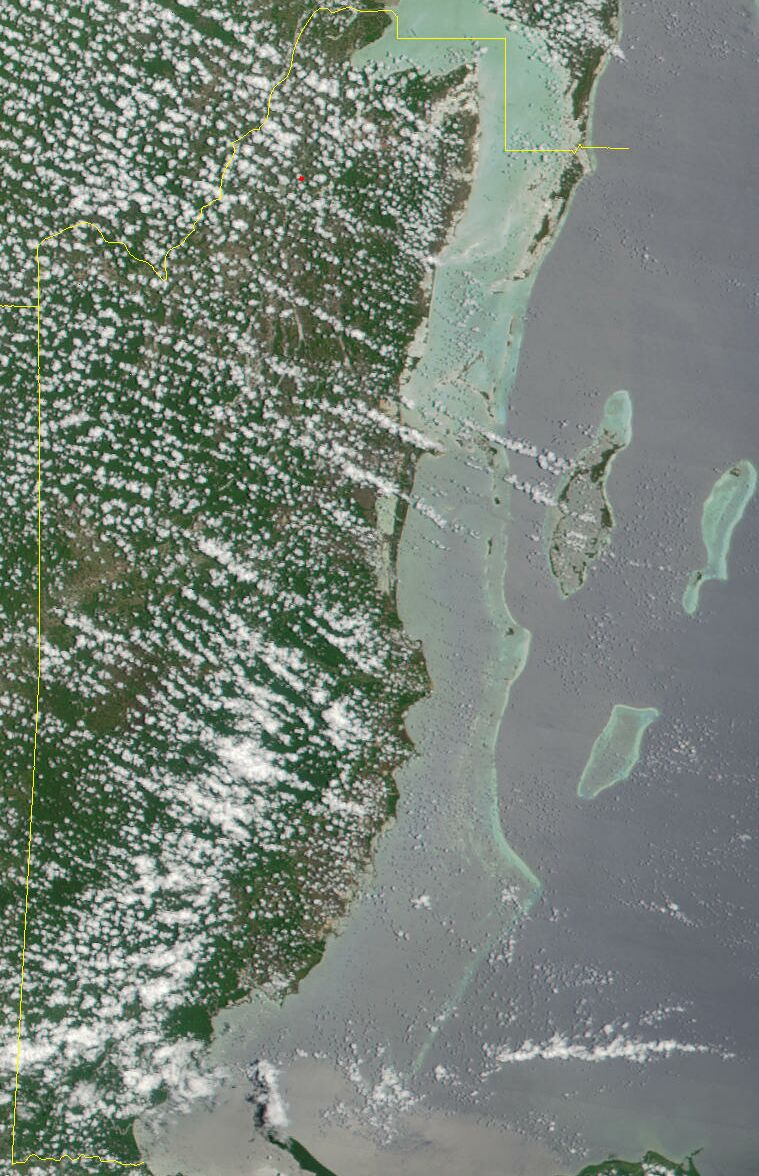
Zdjęcie satelitarne Belize

- Gwatemala – 266 km
- Meksyk – 251 km

Linia brzegowa – 386 km

## Ukształtowanie i rzeźba terenu
Belize należy do jednostki fizyczno-geograficznej zwanej Pobrzeżem Zatoki Meksykańskiej. Państwo to ma dobrze rozwiniętą linię brzegową, którą urozmaicają zatoki, wraz z największą – Zatoką Honduraską, w której wyodrębnione zostały mniejsze zatoki: Amatique i Chetumal. Cechą linii brzegowej Belize jest występowanie lagun. Wybrzeże jest niskie na całej długości. W części południowej ma postać lagunową. Liczne są także plaże, które w wyniku rozwoju turystyki zostały w wielu miejscach zagospodarowane przez człowieka. W północnej części wybrzeże jest zabagnione, ma postać mangrową. Poza kontynentalną częścią Belize, do kraju należą liczne wyspy przybrzeżne, leżące do 72 km. Największymi są Turneffe i Ambergris Caye. W sumie jest około 450 wysp i wysepek należących do Belize. W odległości od 25 kilometrów na północy do 50 kilometrów na południu na wschód od wybrzeża, na krawędzi szelfu kontynentalnego, ciągnie się Rafa Koralowa Belize.

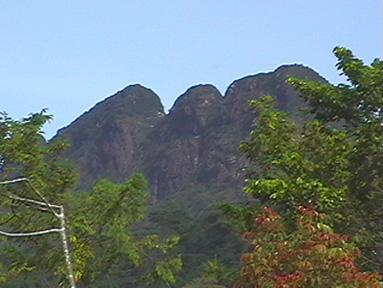
Victoria Peak, najwyższy szczyt Belize

Belize jest krajem, którego większość powierzchni stanowią niziny, które w strefie nadmorskiej są w wielu miejscach silnie zabagnione. Obszar nizin w północnej części kraju (do granicy z Meksykiem) sięga aż do granicy z Gwatemalą. W pozostałej części kraju niziny w kierunku zachodnim przechodzą w obszar przedgórzy, a następnie gór. Góry Maya są obszarem górskim Belize ciągnącym się z południowego zachodu na północny wschód. Są to góry niskie o średnich wysokościach 800–1000 m n.p.m. Najwyższy szczyt kraju – Victoria Peak lub Doyle’s Delight wznosi się na 1122 m n.p.m. i znajduje się w środkowej części kraju.

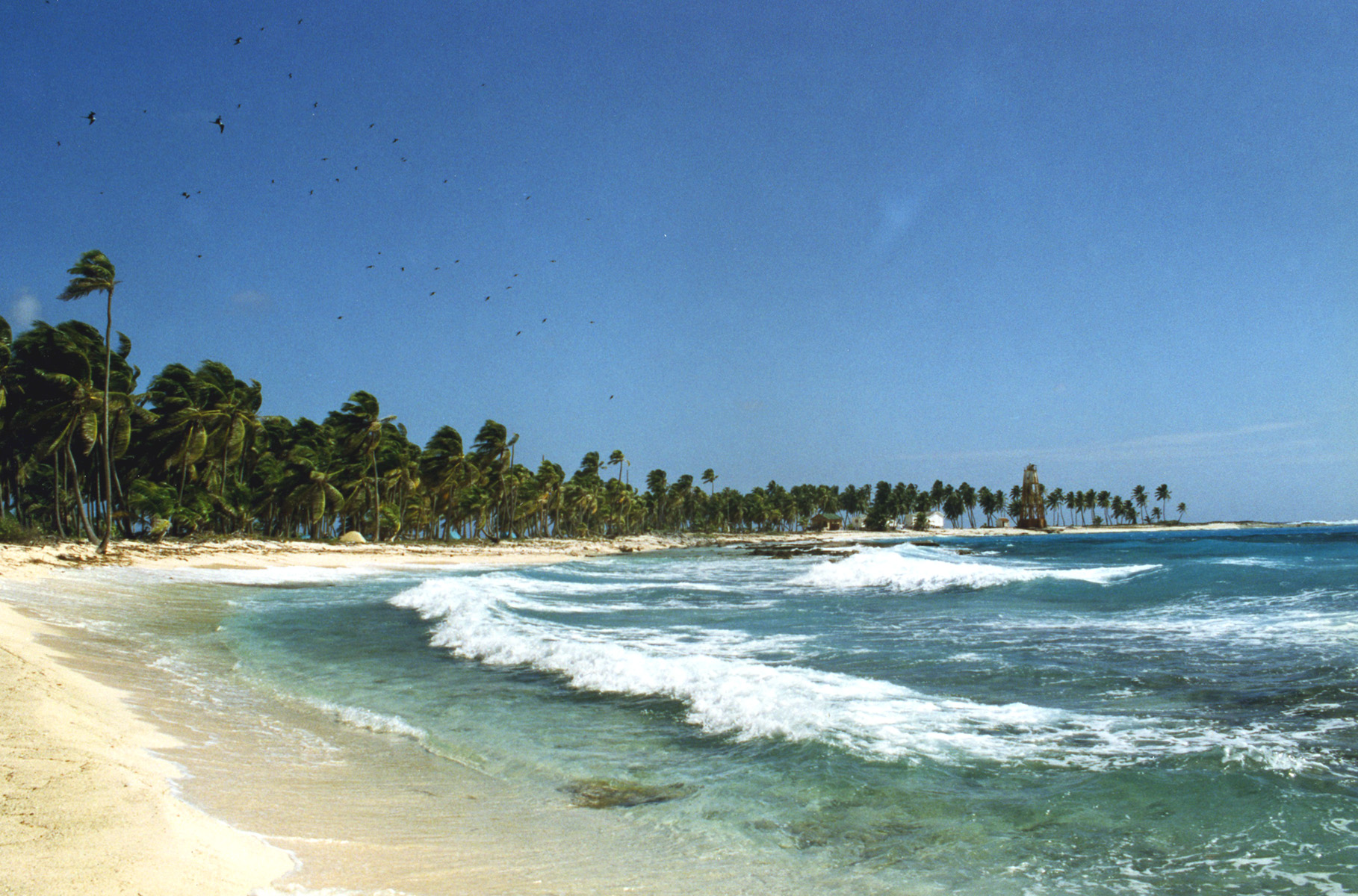
Wybrzeże w Belize

## Budowa geologiczna i surowce mineralne
W środkowo-zachodniej części kraju – w centrum gór Maya – znajdują się obszary utworzone z najstarszych skał. Są one zbudowane ze skał paleozoicznych, głównie granitów oraz kwarcytów i piaskowców. Góry te zostały sfałdowane w czasie orogenezy alpejskiej w fazie laramijskiej wraz z otulającą je sekwencją kredową (mezozoik). Poza najstarszymi granitami, góry te zbudowane są w głównej mierze z wapieni. Góry pocięte są wieloma uskokami, ale większa część kraju leży poza aktywną strefą sejsmiczną (pacyficzny pierścień ognia), nie ma tu również, w przeciwieństwie do Gwatemali i Meksyku, czynnych wulkanów.
W północnej części Belize znaczne obszary lądu stanowią osady wapienne pochodzące z różnych epok trzeciorzędu. W pasie nadmorskim przeważającą formacją geologiczną są rafowe wapienie, które kształtowały się od początków plejstocenu, aż po czasy współczesne. W obszarach wapiennych, zarówno w otoczeniu gór Maya, jak i na Jukatanie silnie rozwinęły się zjawiska krasowe.
Wyspy przybrzeżne Belize są pochodzenia koralowego.
W Belize występuje szereg surowców mineralnych. Są to wapienie i dolomity, baryt, boksyty, kasyteryt i złoto.
W 2006 w pobliżu miasteczka Spanish Lookout odkryto złoża ropy naftowej, co stało się podstawą rozwoju przemysłu wydobywczego.

## Klimat
Belize znajduje się w strefie klimatu równikowego, a północna część kraju leży w strefie klimatu podrównikowego wilgotnego, gdzie występują dwie pory roku: sucha i deszczowa. Pora sucha zaznacza się także na południu kraju. Klimat kraju jest kształtowany przez gorące i wilgotne masy powietrza.
Na terenie całego kraju różnice w temperaturach są niewielkie. W północnej części Belize przebieg termiczny jest typowy dla regionów, gdzie występuje pora sucha i deszczowa, ale różnice te nie osiągają 10 °C. W styczniu średnie wartości wynoszą 21 °C, zaś w okresie letnim temperatury osiągają 27 °C. Amplitudy dobowe są niewielkie. Na południu kraju przebieg temperatur jest typowy dla regionów równikowych, gdzie przez cały rok średnia dobowa temperatura wynosi w granicach 25–27 °C. Pewne różnice są widoczne w kierunkach wschód-zachód, gdzie w głębi lądu temperatury są nieco wyższe. W górach Belize jest chłodniej, ale i tam średnia roczna temperatura nie schodzi poniżej wartości 20 °C.
Opady w kraju są wysokie. Najwyższe wartości notuje się na południu kraju, gdzie średni opad waha się od 1500 mm do nawet 3000 mm. Opady na północy kraju są nieco niższe i ich wartości wahają się od 1500 mm do 2000 mm. Na północy występuje pora sucha, przypadająca na okres od stycznia do maja. W całym kraju opady rozłożone są nierównomiernie w ciągu roku, a okresy bezdeszczowe, lub o niewielkich opadach występują także na południu kraju, gdzie pora sucha trwa około dwóch do trzech miesięcy i występuje zazwyczaj od lutego do kwietnia. Wybrzeże Belize co roku nawiedzane jest przez huragany, które występują latem i jesienią.

## Wody
Sieć rzeczna kraju jest dobrze rozwinięta, a cała powierzchnia kraju należy do zlewiska Morza Karaibskiego. Rzeki na ogół płyną w kierunku wschodnim i są zasilane wyłącznie przez obfite w tym kraju opady deszczu. Rzeki na północy cechują się zmiennym wodostanem co jest związane z obecnością pory suchej. Wszystkie rzeki kraju, w związku z bliskością gór, są krótkie nie przekraczają 300 km długości. Najdłuższą rzeką w kraju jest Belize (300 km). Drugą co do długości rzeką jest Hondo (209 km), która jest rzeką graniczną na północy kraju, a trzecią ważną rzeką Belize jest Sibun, która ma 200 km długości.
Na terenie Belize znajdują się liczne jeziora lagunowe ciągnące się wzdłuż wybrzeża. Spore połacie terenu na północy pokrywają bagna.

## Gleby
Belize w większości pokrywają typowe dla tropików czerwone i żółte gleby laterytowe, podatne na erozję związaną z wycinaniem lasów. W dolinach rzecznych występują mady.

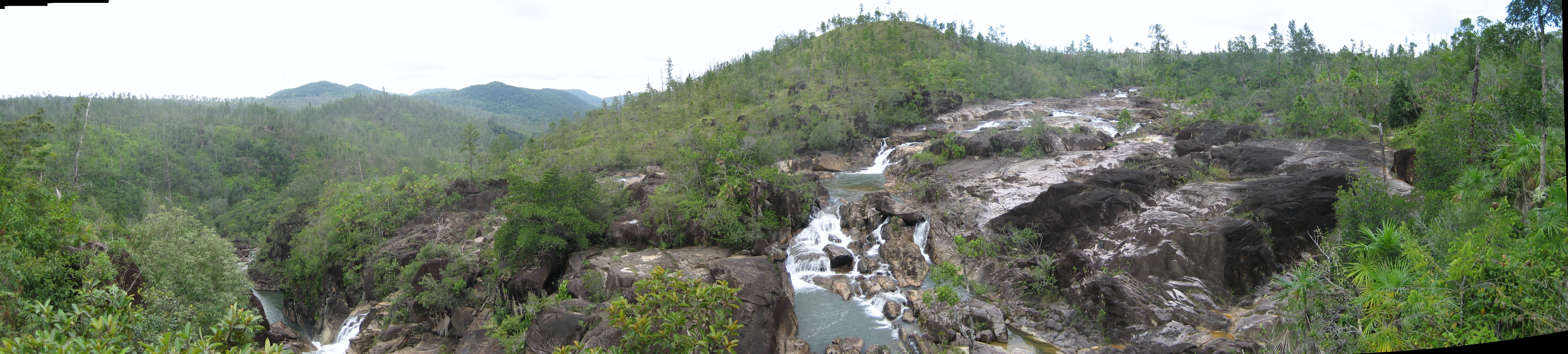
Krajobraz w południowo-zachodniej części Belize

## Flora
Mimo iż lasy w Belize są wycinane, to szata roślinna jest dobrze zachowana. Obszary leśne zajmują prawie połowę powierzchni kraju. Zdecydowaną większość leśnego ekosystemu zajmują tropikalne lasy wiecznie zielone, w których rośnie około 1000 gatunków drzew. Najbardziej charakterystycznymi i powszechnymi drzewami są mahoniowce, pigwica właściwa i drzewa gwajakowe. Liczne są też pnącza, liany i storczyki. Niektóre obszary nisko położone są porośnięte roślinnością sawannową. Górzyste obszary kraju i mniej wilgotne obszary na północy Belize są porośnięte lasami, które zrzucają liście w porze suchej. Powszechnym gatunkiem drzew są także palmy rosnące w wielu miejscach kraju. Nad morzem rosną lasy namorzynowe i roślinność bagienna. U wybrzeży kraju w wodach Morza Karaibskiego znajdują się rafy koralowe.

## Fauna
Fauna jest dość dobrze zachowana, szczególnie pod względem gatunkowym i należy do krainy neotropikalnej. W lasach występuje bogactwo różnych gatunków. Do ssaków należą przede wszystkim różne gatunki małp i tapiry. Rzadko występującymi drapieżnikami są pumy i jaguary. Liczne są gady, szczególnie węże w tym boa dusiciel. Bogaty jest świat ptaków, gdzie na uwagę zasługują papugi i kolibry.
Rafy koralowe u wybrzeży Belize wpisane na listę UNESCO.